# 长坪镇 (南漳县)
长坪镇，是中华人民共和国湖北省襄阳市南漳县下辖的一个乡镇级行政单位。

## 行政区划
长坪镇下辖以下地区：
孔家畈村、黄潭洲村、长岭村、龙沟村、东园村、钟鼓坪村、阳太坪村、陡山村、龙凤村、赵岭村、青林村、标湖村、朝阳村和中岭村。